# 赤いダイヤ

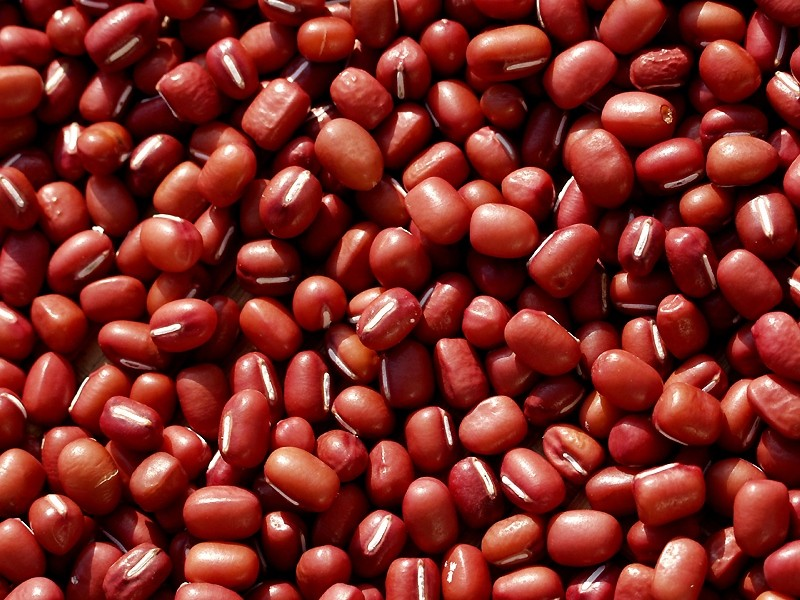
アズキ

『赤いダイヤ』（あかいだいや）とは、梶山季之の小説。スポーツ紙「スポーツニッポン」に連載し、1962年に集英社より刊行された。文庫版は1975年に角川文庫、1994年に集英社文庫より刊行された。

## 概要
本作は1954年6月から1955年5月までの日本で天候に左右されて価格が上下する商品先物取引であるアズキ市場を舞台に、政財界・マスコミを巻き込んだ壮絶な仕手戦に発展する様子を描いている。
1963年にTBSによってテレビドラマ化され、1964年に東映によって映画化された。

## 登場人物
- 木塚慶太 - 小豆市場で一儲けを目論むブローカー。
- 森玄一郎 - 小豆市場の大物相場師。（モデル人物：吉川太兵衛）
- 佐藤英介 - 宝井物産穀物部長。森玄一郎の相場資金の援助している。
- 井戸美子 - 木塚慶太の心の恋人。
- ジョージ高瀬 - 高利貸し。井戸美子に付きまとっている。
- 松崎辰治 - 東京穀物取引所理事長。（モデル人物：山崎種二）
- 丸太兼之助 - 東京穀物取引所理事。松崎辰治の子分。
- 小野敬一 - 新聞記者。
- 木塚素子 - ホステス。木塚慶太の妹。
- 宇佐美金次郎 - 北海道選出の衆議院議員。河田の子分。
- 河田五郎 - 作中で農林大臣となる衆議院議員。
- 押田義男 - 政界の黒幕。

## テレビドラマ
1963年9月16日から同年12月9日まで、TBS系列で放送された。
放送時間（日本時間）は月曜22時00分 - 23時00分。制作は大映テレビ室。主演は大辻伺郎。
1989年10月8日にTBS系で放送された「テレビ探偵団」特番でオープニングと本編映像を紹介している。
全話本編のDVD・ブルーレイは未発売であり、フィルムの現存状況は不明である。

### スタッフ
- 脚本：佐々木亮 ほか
- 監督：土居通芳 ほか
- 主題歌・歌：尾藤イサオ

### キャスト
- 大辻伺郎
- 野際陽子
- 柳永二郎
- 中村鴈治郎
- 鳳八千代
- 市川小太夫

ほか
| TBS系 月曜22時枠 | TBS系 月曜22時枠 | TBS系 月曜22時枠 |
| 前番組           | 番組名           | 次番組           |
| ---------------- | ---------------- | ---------------- |
| 図々しい奴       | 赤いダイヤ       | そろりと参ろう   |

## 映画

### スタッフ
- 製作：東映
- 監督：小西通雄
- 企画：園田実彦、吉田達
- 脚本：柳沢類寿、池田雄一
- 音楽：菊池俊輔

### キャスト
- 藤田まこと
- 三田佳子
- 曾我廼家明蝶
- ミヤコ蝶々
- 田中邦衛
- 松本染升
- 左卜全
- 沢彰謙
- 藤田佳子
- 千代郁子

ほか

### DVD
DVDは藤田が2010年2月に死去したのを受けて同年5月21日に緊急発売された。